# Comunidad Bautista del Congo
La Comunidad Bautista del Congo (en francés: Communauté baptiste du Congo) es una asociación cristiana evangélica de iglesias bautistas que tiene su sede en Kinsasa, República Democrática del Congo. Ella está afiliada a la Alianza Bautista Mundial.

## Historia

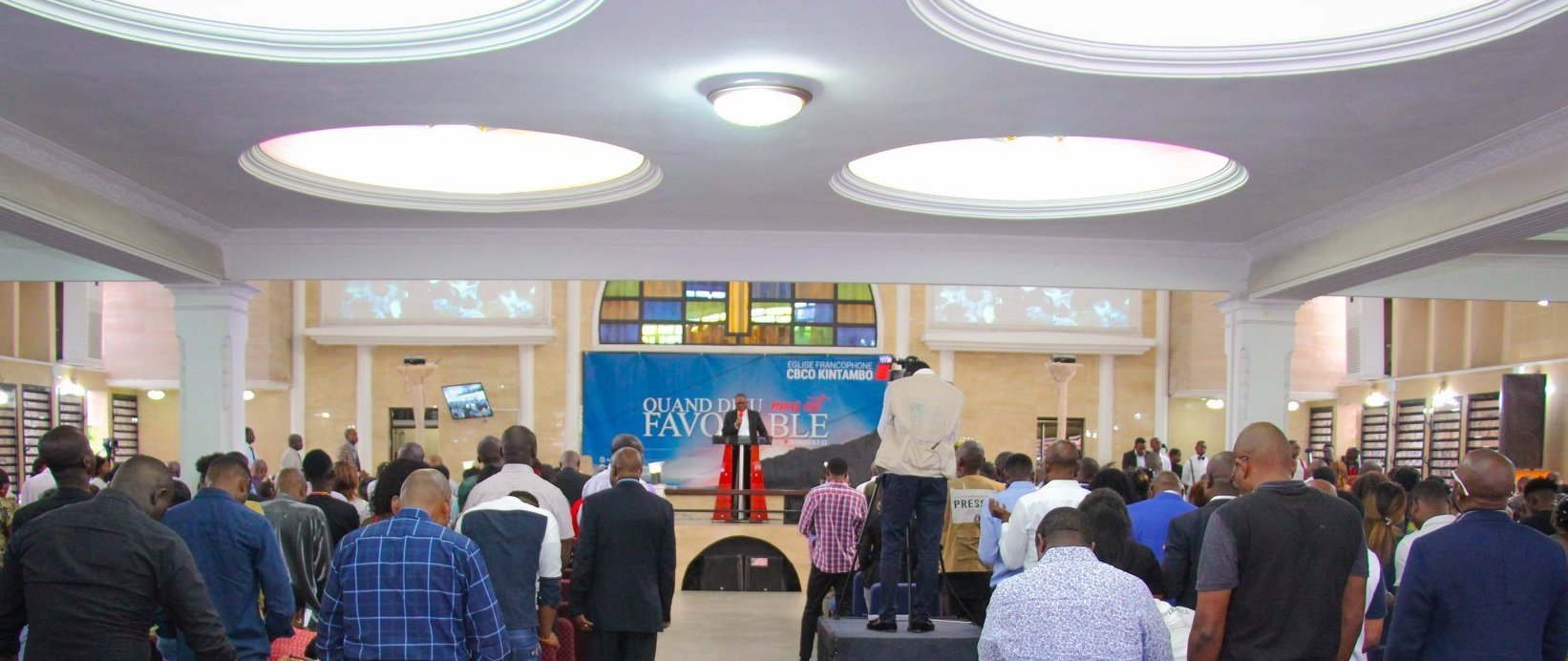
Servicio en la Iglesia CBCO Kintambo en Kinshasa, afiliada a la Comunidad Bautista del Congo, 2019.

La Comunidad Bautista del Congo tiene sus orígenes en una misión británica de Livingstone Inland Mission instalada en la cima del Río Congo, en 1878, por el pastor bautista galés Alfred Tilly. En 1884, la Livingstone Inland Mission fue asumida por una misión americana de los Ministerios Internacionales. En 1946, se fundó la Iglesia Bautista del Congo. En 2004, la organización cambió su nombre por el de Comunidad Bautista del Congo. En 2006, la asociación tenía 600 iglesias y 252,000 miembros. Según un censo de la asociación, en 2023 dijo que tenía 966 iglesias y 1,050,000 miembros.

## Escuelas
La convención tiene 608 escuelas primarias, 453 escuelas secundarias afiliadas. 

## Servicios de Salud
La convención cuenta con 9 hospitales y 96 centros de salud. 